# Senjski Rudnik
Senjski Rudnik (en serbe cyrillique : Сењски Рудник) est un village de Serbie situé dans la municipalité de Despotovac, district de Pomoravlje. Au recensement de 2011, il comptait 439 habitants.
Senjski Rudnik est un important village minier de Serbie.

## Géographie
Senjski Rudnik est situé sur les pentes méridionales du mont Kučaj. Le territoire du village est traversé par la rivière Ravanica qui se jette dans la Velika Morava à Ćuprija.
Il est composé de trois parties : Topolovac, Rudnik et Štale. Rudnik constitue la partie centrale du village, où se concentrent les services administratifs des mines, l'école primaire, l'église, la poste, le centre médical et le Musée de l'exploitation houillère. Štale, qui, en serbe, signifie « les étables », doit son nom aux étables qui autrefois hébergeaient les chevaux travaillant pour la mine.

## Histoire
Senjki Rudinik abrite la plus ancienne mine de charbon de Serbie, découverte en 1849.

## Démographie

### Évolution historique de la population
| 1948 | 1953  | 1961  | 1971 | 1981 | 1991 | 2002 | 2011 |
| ---- | ----- | ----- | ---- | ---- | ---- | ---- | ---- |
| 942  | 1 487 | 1 564 | 993  | 802  | 722  | 595  | 439  |

|  |

## Sport
Le village possède un club de football, le FK Rudar.

## Musée
Le village de Senski Rudnik abrite le Musée de l'exploitation houillère de Serbie (Muzej ugljarstva Srbije), qui a ouvert ses portes en 1980. Sur 550 m2 est présentée l'évolution des techniques minières dans le pays, principalement autour de l'extraction de la houille,. Un projet auquel pourrait participer l'Union européenne à hauteur de 1,5 million de dollars et présenté par le ministère serbe de la Culture Nebojša Bradić, a été élaboré pour transformer la mine de Senjski Rudnik en écomusée.